# Fayetteville (Severní Karolína)
Fayetteville je město v okresu Cumberland County ve státě Severní Karolína ve Spojených státech amerických. Jde o šesté největší město v Severní Karolíně po městech Charlotte, Raleigh, Greensboro, Durham a Winston-Salem a o 110. největší město ve Spojených státech.
K roku 2020 zde žilo 208 501 obyvatel. S celkovou rozlohou 389km² byla hustota zalidnění 543 obyvatel na km². Ve městě se nachází vojenská základna Fort Liberty. Nachází se v oblasti s vlhkým subtropickým podnebím.